# L'honor del comandant Lex
 L'honor del comandant Lex  (original: Springfield Rifle) és una pel·lícula dels Estats Units dirigida per André De Toth, estrenada el 1952. Ha estat doblada al català.

## Argument[2]
La guerra de Secessió fa estralls i, al camp sudista, es retarda l'avenç enemic apoderant-se de les columnes de cavalls enviades per Washington. Acusat de covardia, el comandant Lex Kearny (Gary Cooper) és degradat i acomiadat de l'exèrcit nordista. Decideix llavors enrolar-se a l'exèrcit confederat. Però el coronel Sharpe, comandant de les forces de la Unió, revela a un petit comitè d'oficials que es tracta en realitat d'un estratagema i que Lex és en missió d'espionatge. L'esposa d'aquest últim, Erin, ignorant la veritat, traeix el seu marit donant al cap dels Sudistes, que no és altre que un oficial nordista, detalls que proven el verdader paper de Kearny. El comandant cau així a mercè de l'adversari, però aconsegueix escapar-se a l'últim minut...

## Repartiment
- Gary Cooper: comandant Lex Kearney
- Phyllis Thaxter: Elise Kearney
- David Brian: Austin McCool
- Paul Kelly: tinent-coronel Hudson
- Lon Chaney Jr: Pete Helm
- Philip Carey: Capità Tennick
- James Millican: Matthew Quint
- Guinn "Big Boy" Williams: sergent Snow
- Alan Hale, Jr.: Mizzell
- Martin Milner: Olie
- Wilton Graff: Coronel Sharpe
- Vince Barnett: cuiner
- James Brown: Ferguson
- Poodles Hanneford: Hamel
- Jack Woody: Sims
- Jerry O'Sullivan: Tinent Evans
- Richard Hale:general Halleck
- Ned Young: sergent Poole
- William Fawcett: Ramsey
- Fess Parker: Jim Randolph